# بریژیت هامان
بریژیت هامان (انگلیسی: Brigitte Hamann; ۲۶ ژوئیهٔ ۱۹۴۰ – ۴ اکتبر ۲۰۱۶) نویسنده، تاریخ‌نگار، روزنامه‌نگار، و زندگی‌نامه‌نویس اهل آلمان بود.